# Adriana Basile
Pour les articles homonymes, voir Baroni et Basile.
Adriana Basile dite « la Bella Adriana », née vers 1586 à Naples et morte en 1642 à Rome, est une cantatrice italienne. Sœur de l’écrivain Giambattista Basile, elle est l'épouse de Muzio Baroni.

## Biographie
Vincenzo, duc de Mantoue la convainc de venir chanter à son service. Elle se décide après sept ans de négociations et quitte Naples en 1610. Elle devient alors première chanteuse de la cour jusqu'en 1624. Le terme de Prima donna semble avoir été utilisé pour la première fois en 1610 pour vanter ses qualités de chant. Cependant, de nouvelles sources ont mis au jour qu'elle ne serait que la seconde, le titre de première prima donna ayant été récupérée par Vittoria Archilei, de trente-cinq ans son aînée. Le couple y gagnera le titre de baron et baronne de Piancerreto. Monteverdi a fait l'éloge de ses qualités musicales. En 1633, elle quitte Mantoue pour Rome.
Elle a une très belle voix, et chante à la cour ou dans d'autres villes italiennes avec l'autorisation du duc. Elle suscitera des déchaînements d'admirateurs, mais c'est la première diva qui se distinguera autant par ses caprices que par son talent vocal.
En tant que musicienne, elle s'accompagne souvent à la harpe et à la guitare.
Sa fille Leonora Baroni devint une cantatrice, compositrice et musicienne célèbre.